# Бранд, Ян
Йоханнес Виллем (Ян) Бранд (нидерл. Johannes Willem (Jan) Brand; 24 июня 1908, Амстердам — 29 июня 1969, Роттердам, Южная Голландия) — нидерландский хоккеист на траве, полузащитник. Серебряный призёр летних Олимпийских игр 1928 года.

## Биография
Ян Бранд родился 24 июня 1908 года в нидерландском городе Амстердам.
Играл в хоккей на траве за «Хилверсюмсе».
В 1928 году вошёл в состав сборной Нидерландов по хоккею на траве на летних Олимпийских играх в Амстердаме и завоевал серебряную медаль. Играл на позиции полузащитника, провёл 4 матча, мячей не забивал.
Умер 29 июня 1969 года в нидерландском городе Роттердам.